# Башня OCT
Башня Оу-Си-Ти (OCT Tower, 華僑城大廈) — сверхвысокий офисный небоскрёб, расположенный в китайском городе Шэньчжэнь, в деловом районе Наньшань. Служит новой штаб-квартирой OCT Group. Построен в 2020 году в стиле модернизма, на начало 2020 года являлся 13-м по высоте зданием города, 86-м по высоте зданием Китая, 102-м — Азии и 171-м — мира.
Башня OCT (300 м) имеет 60 наземных и 5 подземных этажей, 34 лифта, площадь здания — 150 900 м², площадь всего комплекса — 215 973 м². Подиум занимают торговые помещения, в подвальных этажах расположены паркинг и технические службы, остальные этажи отведены под офисы. Архитектором небоскрёба выступила американская фирма Kohn Pedersen Fox. 
В 2019 году OCT Group (Overseas Chinese Town) продала 60 % акций башни китайскому страховому гиганту China Life Insurance. 

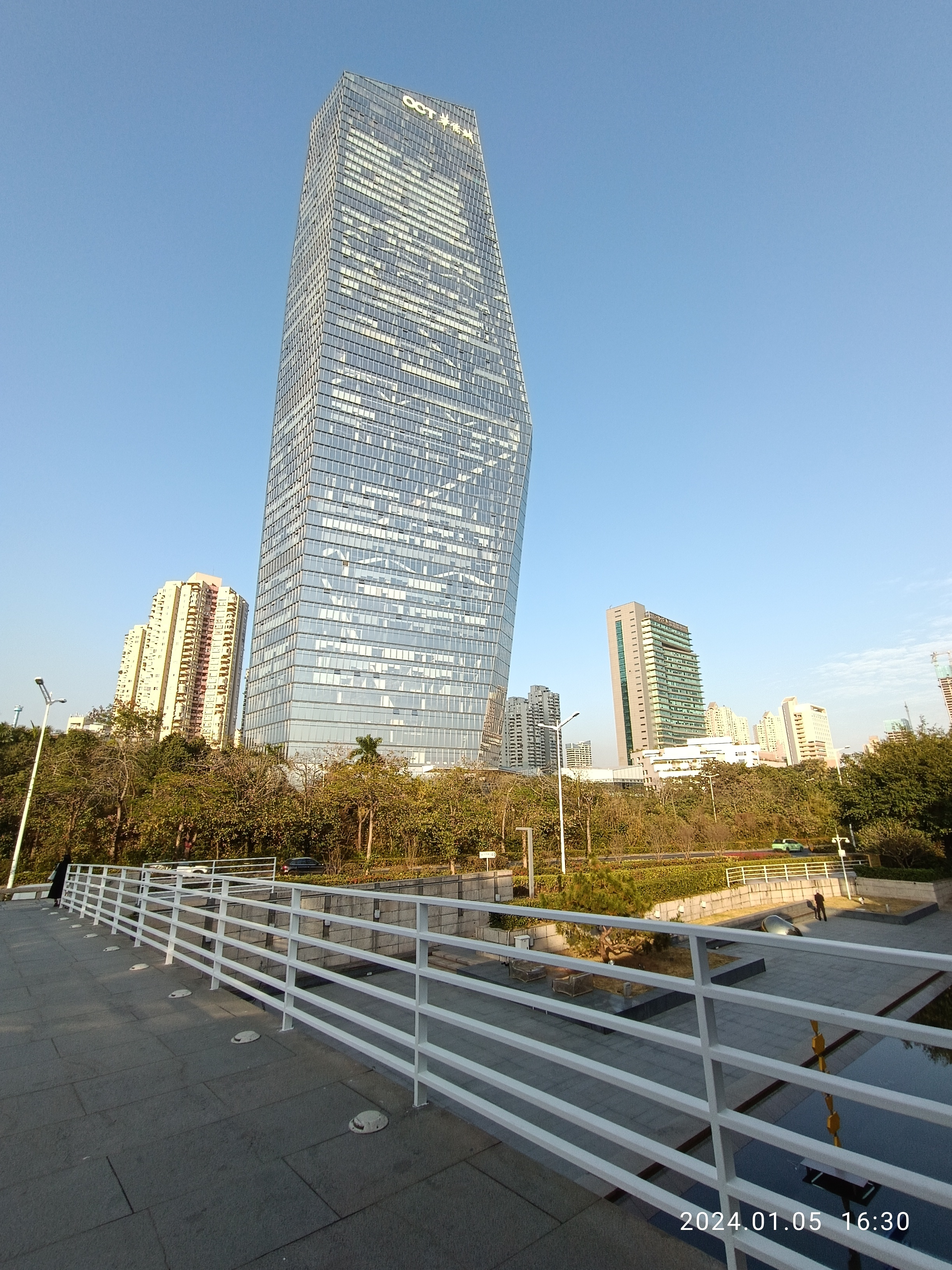
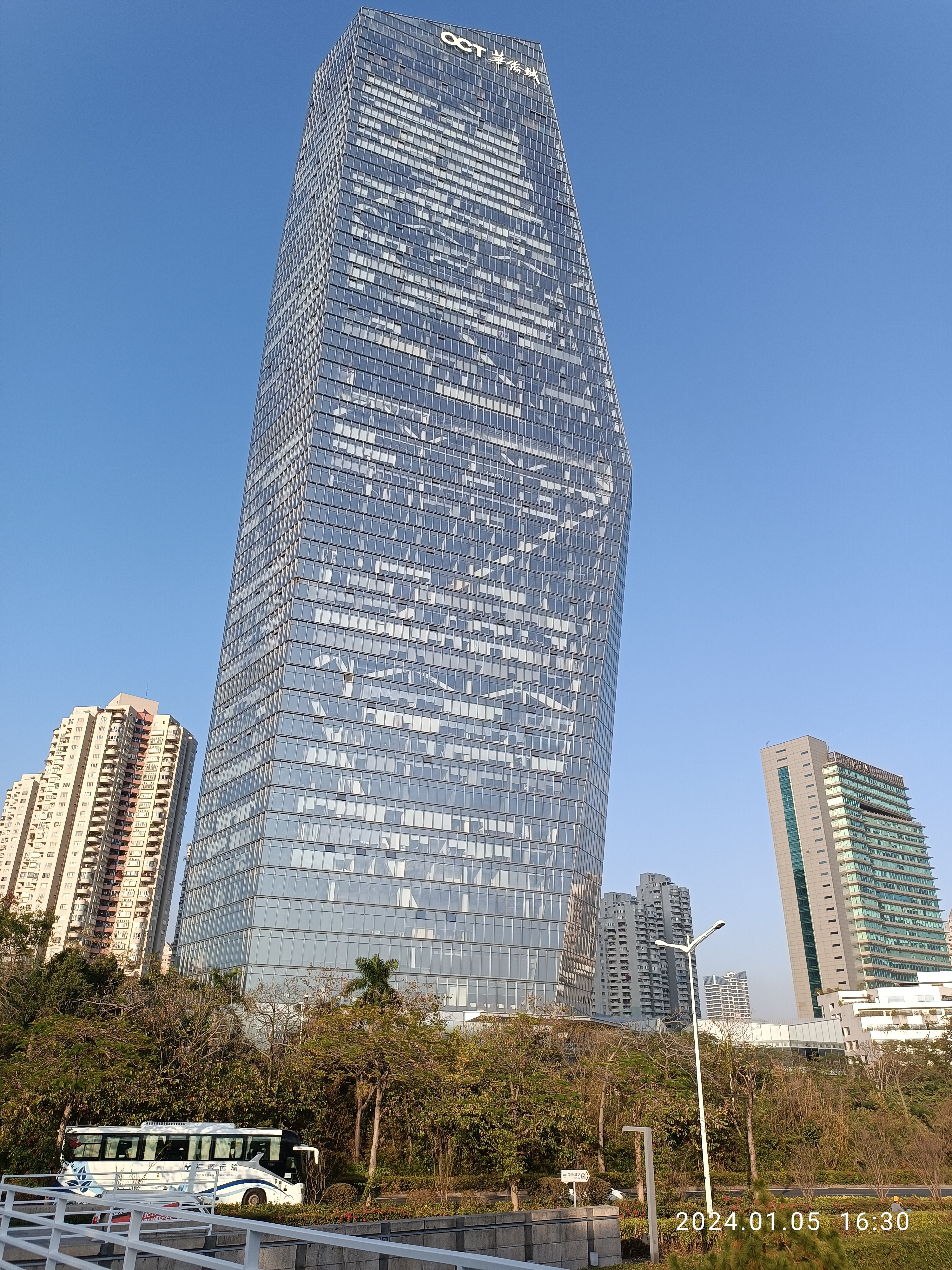
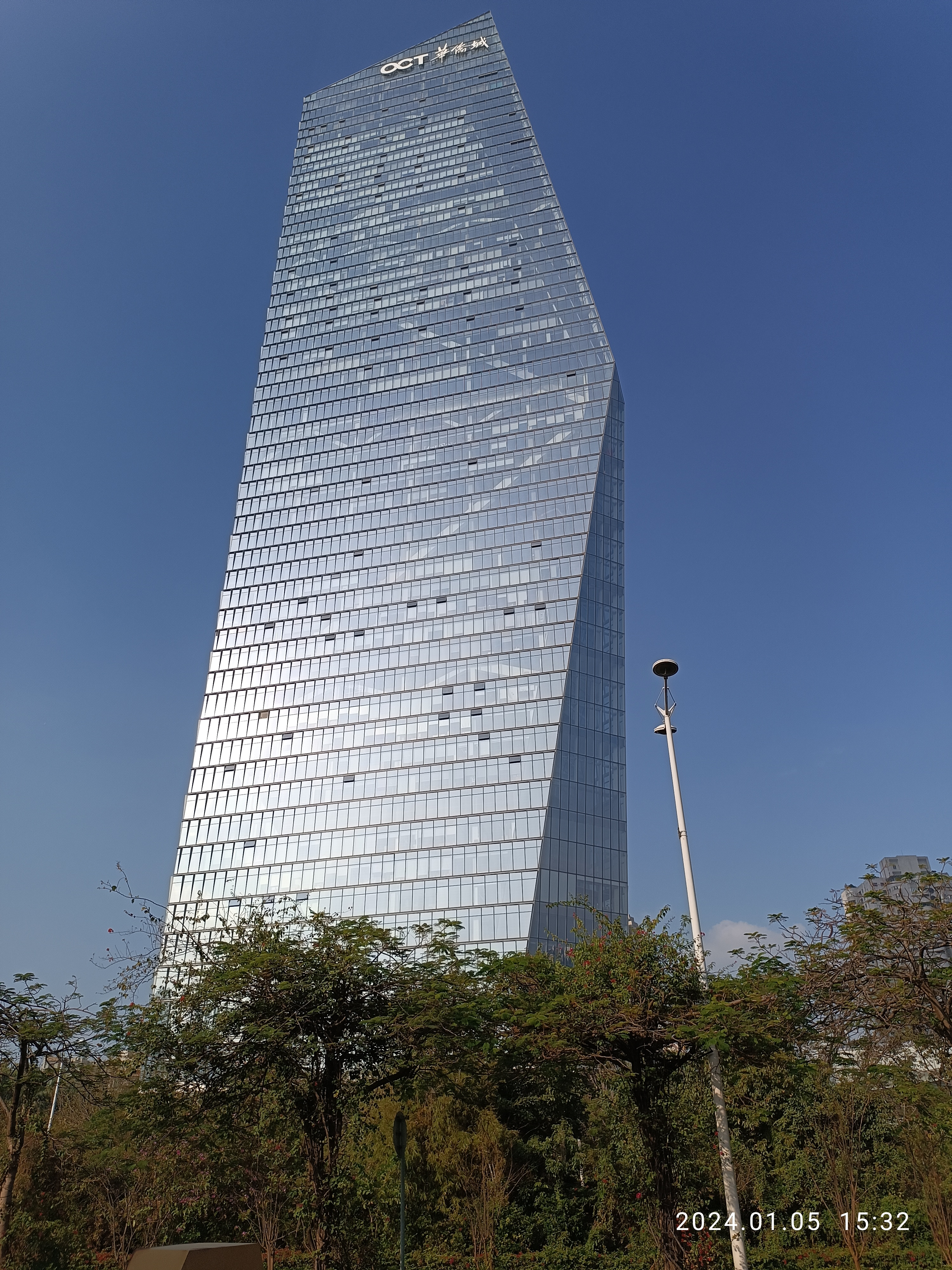
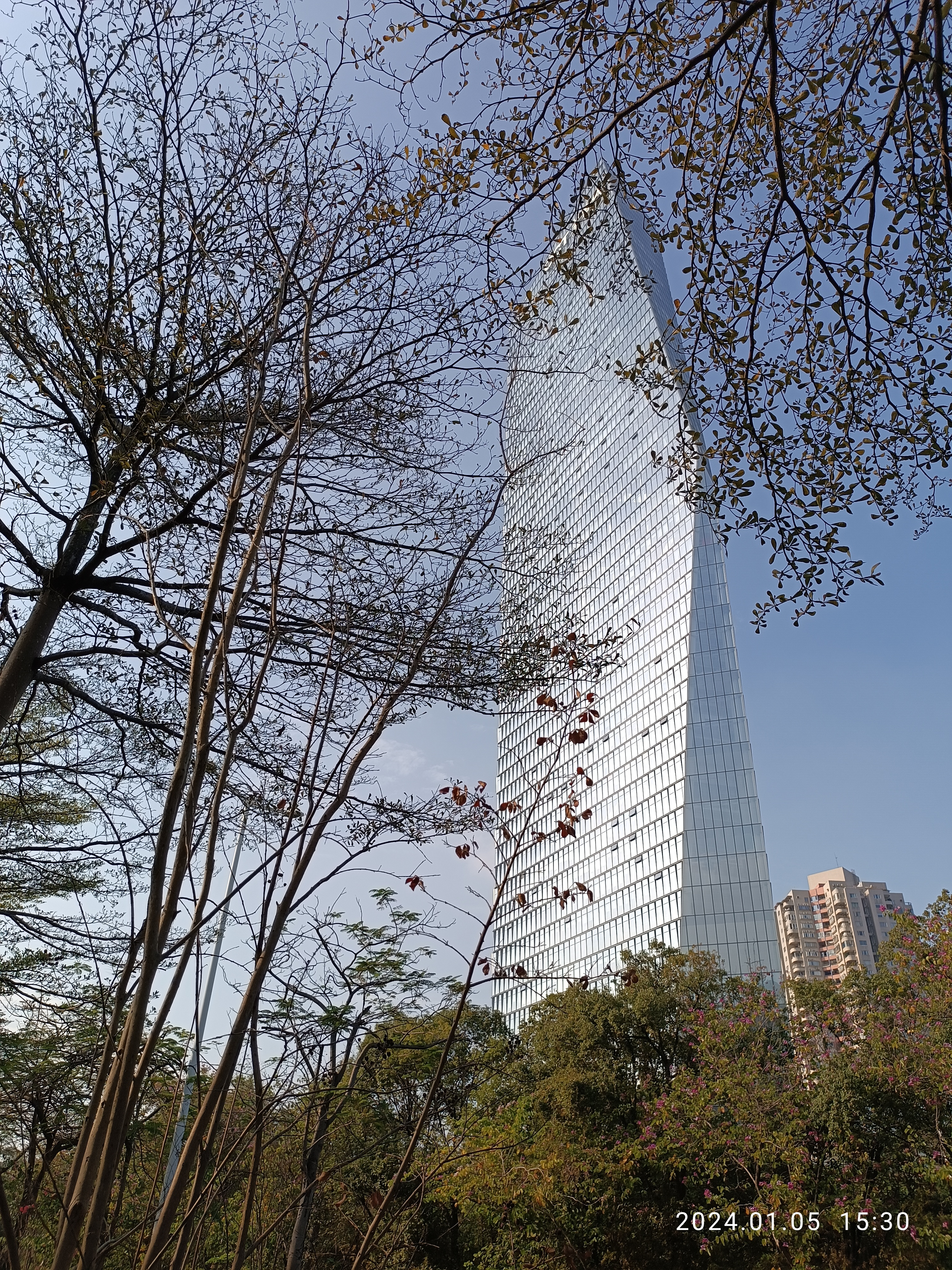